# Deutsches Zentrum für Integrations- und Migrationsforschung
Das Deutsche Zentrum für Integrations- und Migrationsforschung (DeZIM; Englisch German Centre for Integration and Migration Research) ist eine außeruniversitäre Forschungseinrichtung auf dem Gebiet der Sozialwissenschaften. Es wurde 2017 gegründet und forscht zu Fragen von Integration und Migration, zu Konsens und Konflikt, zu gesellschaftlicher Partizipation und zu Rassismus.

## Geschichte und Organisationsstruktur
Der Deutsche Bundestag beauftragte 2016 das Bundesministerium für Familie, Senioren, Frauen und Jugend (BMFSFJ) damit, das Deutsche Zentrum für Integrations- und Migrationsforschung (DeZIM) aufzubauen und zu fördern. Es besteht aus dem DeZIM-Institut in Berlin und der DeZIM-Forschungsgemeinschaft, einem bundesweiten Netzwerk von Forschungseinrichtungen, die zu Integration und Migration forschen.
Das DeZIM-Institut wird als ressortforschungsähnliche Einrichtung vom Bundesministerium für Bildung, Familie, Senioren, Frauen und Jugend (BMFSFJ) gefördert. Es gliedert sich in die drei Forschungsabteilungen Integration, Migration sowie Konsens und Konflikt. Hinzu kommen das Cluster Daten-Methoden-Monitoring und das Forschungsdatenzentrum DeZIM.fdz, die Fachgruppe Demokratieförderung und demokratische Praxis sowie der Nationale Diskriminierungs- und Rassismusmonitor (NaDiRa).
Das DeZIM zielt darauf ab, die Integrations- und Migrationsforschung in Deutschland und international zu vernetzen und sichtbarer machen. Es arbeitet dafür mit anderen universitären und außeruniversitären Forschungseinrichtungen zusammen. Das DeZIM wirkt in Politik, Zivilgesellschaft und Medien und beabsichtigt, die Diskurse um die Themen Integration, Migration, Diskriminierung und Rassismus zu versachlichen. Es berät Vertreter von Politik, Öffentlichkeit und Zivilgesellschaft zu diesen Themen. Im Juli 2020 stellte der Deutsche Bundestag Mittel bereit, um am DeZIM-Institut einen Nationalen Diskriminierungs- und Rassismusmonitor (NaDiRa) aufzubauen. Er soll Ursachen, Ausmaß und Folgen von Rassismus in Deutschland untersuchen sowie auch institutionellen Rassismus erforschen. Der Kabinettsausschuss zur Bekämpfung von Rechtsextremismus und Rassismus, der nach den Anschlägen von Halle und Hanau einberufen wurde, verabschiedete am 25. November 2020 unter Vorsitz von Bundeskanzlerin Angela Merkel zudem einen Maßnahmenkatalog, der unter anderem vorsieht, das Deutsche Zentrum für Integrations- und Migrationsforschung langfristig zu stärken und dauerhaft auszubauen. Diese Absicht bekräftigte der Kabinettsausschuss in seinem Abschlussbericht im Mai 2021. Die DeZIM-Forschungsgemeinschaft konnte daraufhin ihre Verbundforschung ausbauen. Im November 2021 vereinbarte auch die neue Bundesregierung aus SPD, Grünen und FDP in ihrem Koalitionsvertrag, das Deutsche Zentrum für Integrations- und Migrationsforschung (DeZIM) dauerhaft zu stärken und seinen Rassismusmonitor zu verstetigen.
Die Sozialwissenschaftler Naika Foroutan und Frank Kalter sind seit Gründung des Instituts die beiden Direktoren. Von September 2019 bis September 2022 war Yasemin Shooman Wissenschaftliche Geschäftsführerin des DeZIM-Instituts. Sie wurde von Noa K. Ha abgelöst.

## DeZIM-Forschungsgemeinschaft
Die DeZIM-Forschungsgemeinschaft besteht aus einem Netzwerk von sieben wissenschaftlichen universitären und außeruniversitären Einrichtungen, die deutschlandweit zu Migration und Integration forschen. Eingebunden in die DeZIM-Forschungsgemeinschaft sind das Berliner Institut für empirische Integrations- und Migrationsforschung (BIM) an der Humboldt-Universität zu Berlin, das Institut für Arbeitsmarkt- und Berufsforschung (IAB) in Nürnberg, das Institut für interdisziplinäre Konflikt- und Gewaltforschung (IKG) an der Universität Bielefeld, das Institut für Migrationsforschung und Interkulturelle Studien (IMIS) an der Universität Osnabrück, das Interdisziplinäre Zentrum für Integrations- und Migrationsforschung (InZentIM) an der Universität Duisburg-Essen, das Mannheimer Zentrum für Europäische Sozialforschung (MZES) und das Wissenschaftszentrum Berlin für Sozialforschung (WZB).
Die Mitgliedsinstitute der DeZIM-Forschungsgemeinschaft setzen gemeinsame Forschungsprojekte um. Darüber hinaus fördert die DeZIM-Forschungsgemeinschaft Nachwuchswissenschaftler u. a. durch Vernetzungstreffen und organisiert jährlich eine Fachtagung (DeZIM-Tagung).

## Schwerpunkte
Das DeZIM forscht zu Fragen von Integration und Migration, zu Konsens und Konflikt, zu gesellschaftlicher Partizipation und zu Rassismus. Das DeZIM-Institut gliedert sich in drei Abteilungen und drei weitere Arbeitsbereiche.
Die Abteilung Integration befasst sich mit der wissenschaftlichen Untersuchung von Integrationsprozessen. Sie erweitert bestehende Erkenntnisse der Integrationsforschung und schließt Forschungslücken. Schwerpunkte liegen auf der Wirkung und Steuerung von Institutionen in Integrationsprozessen, den Integrationsleistungen von Migrantinnen und Migranten sowie den Lebenslagen spezifischer Gruppen, etwa Kinderdolmetscherinnen und -dolmetschern, ausländischen Pflegekräften in der häuslichen Pflege, Menschen in Zwangsehen und eingewanderten alleinerziehenden Müttern. Die Abteilung steht zudem im Austausch mit Behörden, Medien und zivilgesellschaftlichen Organisationen. Forschungsergebnisse werden sowohl in diesen Austausch eingebracht als auch für die Weiterentwicklung des eigenen Forschungsprogramms genutzt.
Die Abteilung Konsens & Konflikt erforscht Ursachen, Formen und Folgen gesellschaftlicher Aushandlungsprozesse in der postmigrantischen Gesellschaft. Im Zentrum stehen Aushandlungsprozesse zu sozialer Teilhabe und Gleichstellung in den Bereichen Migration und Integration und die damit verbundenen Debatten um Anerkennung, Kategorisierung, Macht und Ressourcenverteilung. Konflikte rund um Migration werden dabei als Ausdruck übergeordneter gesellschaftlicher Auseinandersetzungen um Vielfalt und Teilhabe in einer pluralen Demokratie verstanden. Die Abteilung untersucht diese Prozesse aus einer postmigrantischen Perspektive, die auch Fragen nach Gleichheit, Diskriminierung und institutionellem Wandel umfasst. Dabei werden individuelle Einstellungen ebenso wie kollektives Handeln und Ausschlussmechanismen analysiert.
Die Abteilung Migration erforscht Ursachen und Folgen von Migration und Flucht aus einer transnationalen und gesamtgesellschaftlichen Perspektive. Im Fokus steht die Analyse von Migrationsbewegungen und -erfahrungen, die als komplexe, prozesshafte und vielschichtige Phänomene verstanden werden – einschließlich der Wechselwirkungen zwischen Herkunfts-, Transit- und Zielregionen. Die Abteilung betrachtet Migration nicht nur als Bewegung von Menschen, sondern auch im Zusammenhang mit Mobilität, Immobilität und globalen Ungleichheiten. Sie verbindet quantitative und qualitative Methoden und untersucht sowohl individuelle Migrationserfahrungen als auch institutionelle, rechtliche und politische Rahmenbedingungen.
Das Cluster Daten-Methoden-Monitoring und das Forschungsdatenzentrum (DeZIM.fdz) bilden am DeZIM-Institut die methodische und datenbezogene Infrastruktur für empirische Migrations- und Integrationsforschung. Das Cluster entwickelt Erhebungsinstrumente, testet Methoden und berät zur Planung von Forschungsdesigns sowie zur Datenaufbereitung und -auswertung. Das DeZIM.fdz archiviert die am Institut sowie extern erhobenen Forschungsdaten, dokumentiert sie und stellt sie für die wissenschaftliche Nachnutzung bereit. Die Arbeit beider Bereiche umfasst Datenarchivierung, Metadatenpflege, Befragungen (DeZIM.survey), Methodenentwicklung (DeZIM.methods) und experimentelle Forschung (DeZIM.lab). Das Cluster und das Forschungsdatenzentrum unterstützen die Forschungsarbeit am DeZIM-Institut und betreiben Wissenstransfer in Politik, Verwaltung und Zivilgesellschaft.
Die Fachgruppe Demokratieförderung und demokratische Praxis untersucht Möglichkeiten zur Förderung demokratischer Teilhabe und des produktiven Umgangs mit Vielfalt in Deutschland. Seit 2020 evaluiert sie Teile des Bundesprogramms „Demokratie leben!“ und begleitet dessen Umsetzung wissenschaftlich. Zu den Kernaufgaben zählen Wirkungsanalysen, Zielerreichungsüberprüfungen und Programmmonitoring. Neben der Evaluationstätigkeit betreibt die Fachgruppe anwendungsorientierte Forschung in den Bereichen Vielfaltgestaltung, Antidiskriminierung, Demokratiepolitik, Radikalisierungsprävention sowie methodische Grundlagenforschung. Auf Basis ihrer Arbeit entwickelt sie praxisorientierte Handlungsempfehlungen, die in den Wissenstransfer zwischen Wissenschaft, Zivilgesellschaft und Politik einfließen.
Der Nationale Diskriminierungs- und Rassismusmonitor (NaDiRa) ist ein Forschungsprojekt, das eine kontinuierliche, datengestützte Grundlage zur Untersuchung von Rassismus und Diskriminierung in Deutschland liefert. Ziel ist es, strukturelle Ungleichheiten in zentralen Lebensbereichen wie Arbeit, Bildung, Wohnen und Gesundheit empirisch zu erfassen, gesellschaftliche Entwicklungen sichtbar zu machen und gezielte Maßnahmen gegen Rassismus und Diskriminierung zu ermöglichen. Dafür werden langfristig Indikatoren entwickelt. Der Rassismusmonitor basiert auf einem multimethodischen Forschungsansatz, der Bevölkerungs- und Betroffenenbefragungen sowie Medien- und Diskursanalysen umfasst. Die Perspektiven zivilgesellschaftlicher Akteure und betroffener Communitys werden über einen Begleitprozess einbezogen. Damit trägt der Monitor zur Erfüllung internationaler Pflichten Deutschlands zur Datenerhebung und -analyse von rassistischer Diskriminierung bei, etwa gegenüber der European Commission against Racism and Intolerance (ECRI) und der International Convention on the Elimination of All Forms of Racial Discrimination (ICERD).
Der NaDiRa wurde 2020 im Zuge politischer Reaktionen auf rassistische und antisemitische Anschläge in Deutschland (u. a. in Halle und Hanau) initiiert. Die Einrichtung geht auf Empfehlungen des Kabinettausschusses zur Bekämpfung von Rechtsextremismus und Rassismus der damaligen Bundesregierung sowie auf einen Beschluss des Bundestags zurück.

## Ausgewählte Veröffentlichungen
- Weiberg, Mirjam; Kleist, J. Olaf; Albrecht, Yvonne; Al-Hashash, Samah; Hirseland, Aline-Sophia; Juds, Laura; Konyali, Ali; Mai, Hanna Hoa Anh; Prytula, Andrea; Ramadan, Ebtisam; Schöll, Anja; Sowa, Christian und Sträter, Till (2025): Vielfalt stärken, Demokratie gestalten: Transfer und organisationaler Wandel in der Zivilgesellschaft. 5. Schwerpunktbericht der wissenschaftlichen Begleitung der Modellprojekte im Handlungsfeld „Vielfaltgestaltung“ im Rahmen des Bundesprogramms „Demokratie leben!“ des BMFSFJ, 01.01.2024–31.12.2024. DeZIM Project Report 16, Berlin: Deutsches Zentrum für Integrations- und Migrationsforschung (DeZIM).
- Zajak, Sabrina; Steinhilper, Elias (Hg.) (2025): Konsens und Konflikt in der postmigrantischen Gesellschaft. Bielefeld: transcript Verlag.
- Kalter, Frank; Foroutan Naika (2024): Outgroup mobility threat – how much intergenerational integration is wanted? In: Journal of Ethnic and Migration Studies, 50:1, S. 149–172, DOI: 10.1080/1369183X.2023.2263830.
- Harder, Niklas; Metzing, Maria; Best, Fabio; Eskander, Julia; Horvath, Sandra; Jäger, Julian; Karaca, Fatmanur; Kopyciok, Svenja; Köhler, Eva; Somogyi, Rob (2024): Teilhabe: Ein wissenschaftsbasierter und indikatorengestützter Lagebericht zum Stand der Integration in Deutschland. 14. Integrationsbericht der Beauftragten der Bundesregierung für Migration, Flüchtlinge und Integration, Berlin.
- Zajak, Sabrina; Best, Fabio; Pickel, Gert; Quent, Matthias; Römer, Friederike; Steinhilper, Elias; Zick, Andreas (2024): Ablehnung, Angst und Abwanderungspläne: Die gesellschaftlichen Folgen des Aufstiegs der AfD. DeZIM.insights 14, Berlin: Deutsches Zentrum für Integrations- und Migrationsforschung (DeZIM).
- Nationaler Diskriminierungs- und Rassismusmonitor (Hg.) (2023): Rassismusforschung I: Theoretische und interdisziplinäre Perspektiven, Bielefeld: transcript Verlag.
- Rodríguez Sánchez, Alejandra; Wucherpfennig, Julian; Rischke, Ramona; Maria Iacus, Stefano (2023): Search-and-rescue in the Central Mediterranean Route does not induce migration: Predictive modeling to answer causal queries in migration research. In: Scientific Reports 13 (11014). DOI:10.1038/s41598-023-38119-4.
- Siegel, Madeleine; Köhler, Jonas; Chouaibi, Doreen; Dollmann, Jörg; Jacobsen, Jannes; Lietz, Almuth; Schmälzle, Michaela (2023): Wie beurteilt die deutsche Bevölkerung die Reform des Staatsangehörigkeitsrechts? Eine Analyse des DeZIM.panels. DeZIM.insights 11, Berlin: Deutsches Zentrum für Integrations- und Migrationsforschung (DeZIM).
- Deutsches Zentrum für Integrations- und Migrationsforschung (DeZIM) (2022): Rassistische Realitäten: Wie setzt sich Deutschland mit Rassismus auseinander? Auftaktstudie zum Nationalen Diskriminierungs- und Rassismusmonitor (NaDiRa), Berlin.
- Haller, Liam; Uhr, Theresa; Etlar Frederiksen, Sifka; Rischke, Ramona; Yanaşmayan, Zeynep; Zajak, Sabrina (2022): New platforms for engagement: Private accommodation of forced migrants from Ukraine. DeZIM.insights 5, Berlin: Deutsches Zentrum für Integrations- und Migrationsforschung (DeZIM).
- Haschemi Yekani, Elahe; Nowicka, Magdalena; Roxanne, Tiara (2022): Revisualising intersectionality, Cham: Palgrave Macmillan. DOI:10.1007/978-3-030-93209-1.